# Vicent Peydró Díez
Vicent Peydró i Díez (sovint citat erròniament com Vicent Díez Peydró) (València, 8 d'abril de 1861 - València, 6 de gener de 1938) va ser un compositor valencià que es va dedicar fonamentalment a la sarsuela, i va deixar alguns títols sobre llibret en català, entre els quals es troben alguns dels més populars del repertori valencià. Entre la seua producció destaca la sarsuela Les barraques, sobre un text d'Eduard Escalante.

## Biografia
A València va ser alumne de Salvador Giner, Manuel Penella Raga i Roberto Segura. Després va traslladar-se a Madrid, on va col·laborar en el món sarsuelístic com a mestre concertador de cors. Amb base a Madrid va realitzar gires per diverses ciutats. L'any 1897 va retornar a València, i treballà a partir d'aleshores al Teatre Ruzafa i al Teatre Princesa.
El seu major èxit, Les barraques, va ser estrenada al Teatre Princesa el 10 de novembre de 1899. La darrera reposició d'aquesta sarsuela a la ciutat de València va tenir lloc al Teatre Principal l'any 1978.
Va publicar una col·lecció de textos autobiogràfics en què relata les seues experiències professionals.

## Obres

### Sarsuela
- 1899 Les barraques - llibret: Eduard Escalante
- 1901 Las carceleras- llibret: Ricardo Rodríguez Flores
- 1906 La fiesta de la campana
- 1907 Rejas y votos
- 1908 Porta Coeli
- El juí final
- El gallet de Favara
- Gent de tro - llibret: Eduard Navarro Gonzalvo
- Me he lucido
- La traca
- Boires
- De Puçol a València
- Flamencos y peteneras
- El amo del mar
- A mal tiempo buena cara
- Agència de matrimonis
- Educandos y dragones
- "La Ciudad del Porvenir" o Des de València al cel - llibret: Eduard Navarro Gonzalvo
- Quintos i reganxaors
- El presiliari
- Viatge a l'Exposició o De València a París

### Altres
- 15 estudis per a piano
- Melodia llemosina, per a veu i piano